# Samogohiri
Samogohiri est un village du département et la commune rurale de Samogohiri, dont il est le chef-lieu, situé dans la province du Kénédougou et la région des Hauts-Bassins au Burkina Faso.

## Géographie

### Situation et environnement
Samogohiri est localisé à environ 90 km au sud-ouest de Bobo-Dioulasso.

### Démographie
- En 2006, le village comptait 4 186 habitants recensés[1].

## Transports
Samogohiri est sur la route régionale 27 à 12 km au nord-est de Sokouraba et à 13 km de Diéri (et de la route nationale 8).

## Santé et éducation
Samogohiri dispose d'un centre de santé et de promotion sociale (CSPS) tandis que le centre médical avec antenne chirurgicale (CMA) se trouve à Orodara et que le centre hospitalier régional (CHR) est le CHU Souro-Sanon de Bobo-Dioulasso.
Le village possède trois écoles primaires publiques (écoles A et B et école primaire de Linguékoro).

## Personnalités liées au village
- Diongolo Traoré (1914-1971), homme politique burkinabé né à Samogohiri.